# Ñuble (tỉnh)

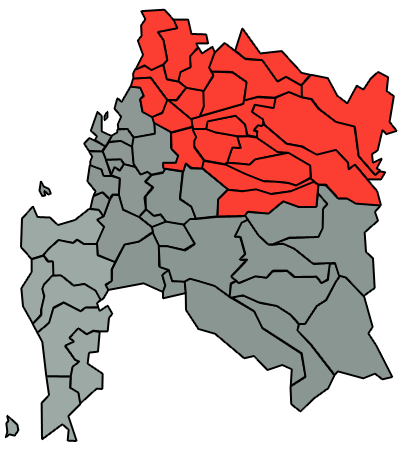
Bản đồ tỉnh Ñuble trong vùng Biobío

Tỉnh Ñuble là một tỉnh của vùng Biobío của Chile. Tỉnh này có tổng diện tích 13.178,5 km² và dân số 441.604 người. Về mặt hành chính, tỉnh Ñuble bao gồm 21 đô thị. Tỉnh lỵ là thành phố Chillán.
Tỉnh được lập năm 1848 từ tổng San Carlos của tỉnh Maule và tổng Chillán của tỉnh Concepción. Năm 1927, ranh giới của tỉnh được điều chỉnh và tổng Itata đã được bổ sung vào tỉnh này. Năm 1976, các đô thị Coelemu và Ránquil từ tỉnh Concepción, và đô thị Tucapel từ tỉnh Biobío được chuyển sang tỉnh này.  

## Các đô thị của tỉnh Ñuble
- Bulnes
- Cobquecura
- Coelemu
- Coihueco
- Chillán
- Chillán Viejo
- El Carmen
- Ninhue
- Ñiquén (San Gregorio de Ñiquén)
- Pemuco
- Pinto
- Portezuelo
- Quillón
- Quirihue
- Ránquil
- San Carlos
- San Fabián
- San Ignacio
- San Nicolás
- Treguaco
- Yungay